# Muzeum Lalek w Safedzie
Muzeum Lalek w Safedzie (ang. Mila Rozenfeld’s Doll Museum) – muzeum lalek położone w mieście Safed, na północy Izraela. Stanowi ono atrakcję turystyczną miasta.

## Historia
Założycielką Muzeum Lalek w Safedzie była Mila Rozenfeld’s. Urodziła się ona w Rosji, i w 1991 roku wyemigrowała do Izraela. W dniu 19 października 1994 roku w zamachu terrorystycznym w Tel Awiwie zginęła jej córka, Alla. Ku czci ofiar tego zamachu, Mila założyła Muzeum Lalek.

## Zbiory muzeum
Wystawa składa się z trzech części: (1) ubiory żydowskie, (2) ubiory europejskie, oraz (3) folklor. Porcelanowe lalki ubrane są w unikalne stroje ukazujące historię i rozwój odzieży w różnych państwach. Wszystkie lalki i ich stroje są wykonane ręcznie, ze ścisłym zachowaniem proporcji do ciała ludzkiego (1:4). Wszystkie części lalek są ruchome. Ubrania lalek również są wykonane ręcznie. Poza tym muzeum prezentuje unikalne artykuły z ceramiki, które można kupić w tutejszym sklepie.